# Rhabdoweisiaceae
Rhabdoweisiaceae, porodica pravih mahovina iz reda Dicranales. Na popisu je 16 rodova

## Rodovi
1. Amphidium Schimp.
2. Arctoa Bruch & Schimp.
3. Brideliella Fedosov, M. Stech & Ignatov
4. Cynodontium Schimp.
5. Glyphomitrium Brid.
6. Holodontium (Mitt.) Broth.
7. Kiaeria I. Hagen
8. Oncophorus (Brid.) Brid.
9. Oreas Brid.
10. Oreoweisia (Bruch & Schimp.) De Not.
11. Pseudoblindia Fedosov, M. Stech & Ignatov
12. Pseudohyophila Hilp.
13. Rhabdoweisia Bruch & Schimp.
14. Ripariella Fedosov, M. Stech & Ignatov
15. Symblepharis Mont.
16. Verrucidens Cardot